# Берналь, Хоэль
Хоэ́ль Берна́ль Фло́рес (исп. Joel Bernal Flores; 1 февраля 2003 года, Боливия) — боливийский футболист, вратарь клуба «Ориенте Петролеро».

## Клубная карьера
Воспитанник клуба «Рояль Пари». Впервые в заявку первой команды попал 27 июля 2022 года на матч против «Университарио» из Сукре. Дебютировал 13 июля 2023 года в игре группового этапа Кубка профессионального дивизиона с «Реал Томаяпо», отстояв матч на ноль. В чемпионате первый матч сыграл 6 августа, пропустив за один тайм гол от Шилава Ашелю из «Реал Санта-Крус».
Зимой 2024 года перешёл в «Ориенте Петролеро». Дебютировал 13 мая в игре с «Ауророй», пропустив три мяча.

## Карьера в сборной
Впервые в заявку молодёжной сборной попал 13 декабря 2022 года на товарищеский матч против сборной Венесуэлы. Единственный матч провёл 12 января 2023 года против сборной Перу. В конце первого тайма началась потасовка между игроками на поле, из-за чего были удалены по двое футболистов каждой из сборных. Красную карточку получил и Бруно Поведа, голкипер боливийцев. На его позицию в перерыве вышел Берналь, заменив для этого Фернандо Наву. За второй тайм Хоэль пропустил гол от Себастьяна Пино, однако также взял пенальти, который пробил этот же нападающий. Спустя пять дней был включён в заявку сборной на молодёжный чемпионат Южной Америки в Колумбии. На турнире все матчи провёл на скамейке запасных.